# 厄倪俄
厄倪俄/埃尼奧（希腊语：Ένυώ）希腊神话中象征战争的残忍的女神，经常作为阿瑞斯的陪伴出现。据说在特洛伊被攻陷的那天，她醉饮遍野的鲜血，兴之所至，在城中舞成一股飓风。她的称号是“城镇的终结者”，经常表现为身披鲜血，手拿武器。她有时还被描述为福耳库斯和刻托的女儿，格赖埃之一。她的罗马神话对应者貝羅那（Bellona）更为有名，是朝野崇拜的对象。